# NGC 2820
NGC 2820 ist eine Balken-Spiralgalaxie vom Hubble-Typ SBc/P im Sternbild Großer Bär am Nordsternhimmel. Sie ist schätzungsweise 74 Millionen Lichtjahre von der Milchstraße entfernt und hat einen Durchmesser von etwa 85.000 Lj. Gemeinsam mit NGC 2805, NGC 2814 und IC 2458 bildet sie das interaktive Galaxienquartett Holm 124.
Das Objekt wurde am 3. April 1791 von Wilhelm Herschel entdeckt.